# 34 Number Ones
34 Number Ones è un album di raccolta del cantante di musica country statunitense Alan Jackson, pubblicato nel 2010.

## Tracce

### CD 1
1. Ring of Fire – 3:11 (June Carter, Merle Kilgore)
2. Here in the Real World – 3:38 (Mark Irwin, Alan Jackson)
3. Wanted – 2:56 (Charlie Craig, Jackson)
4. Chasin' That Neon Rainbow – 3:05 (Jackson, Jim McBride)
5. I'd Love You All Over Again – 3:10 (Jackson)
6. Don't Rock the Jukebox – 2:50 (Jackson, Roger Murrah, Keith Stegall)
7. Someday – 3:17 (Jackson, McBride)
8. Dallas – 2:44 (Jackson, Stegall)
9. Midnight in Montgomery – 3:44 (Jackson, Don Sampson)
10. Love's Got a Hold on You – 2:53 (Carson Chamberlain, Stegall)
11. She's Got the Rhythm (And I Got the Blues) – 2:24 (Jackson, Randy Travis)
12. Tonight I Climbed the Wall – 3:30 (Jackson)
13. Chattahoochee – 2:27 (Jackson, Jim McBride)
14. (Who Says) You Can't Have It All – 3:28 (Jackson, McBride)
15. Summertime Blues – 3:11 (Jerry Capehart, Eddie Cochran)
16. Livin' on Love – 3:48 (Jackson)
17. Gone Country – 4:19 (Bob McDill)
18. I Don't Even Know Your Name – 3:49 (Jackson, Ron Jackson, Andy Loftin)
19. Tall, Tall Trees – 2:27 (George Jones, Roger Miller)

### CD 2
1. As She's Walking Away (with Zac Brown Band) – 3:45 (Zac Brown, Wyatt Durrette)
2. Look at Me – 3:16 (Jim Collins, Paul Overstreet)
3. I'll Try – 3:51 (Jackson)
4. Home – 3:18 (Jackson)
5. Little Bitty – 2:38 (Tom T. Hall)
6. Who's Cheatin' Who – 4:01 (Jerry Hayes)
7. There Goes – 3:55 (Jackson)
8. Between the Devil and Me – 4:21 (Allen, Chamberlain)
9. Right on the Money – 3:49 (Charlie Black, Phil Vassar)
10. It Must Be Love – 2:50 (McDill)
11. Where I Come From – 3:59 (Jackson)
12. Where Were You (When the World Stopped Turning) – 5:04 (Jackson)
13. Drive (For Daddy Gene) – 4:01 (Jackson)
14. It's Five O'Clock Somewhere – 3:49 (Jim Moose Brown, Don Rollins)
15. Remember When – 4:30 (Jackson)
16. Small Town Southern Man – 4:40 (Jackson)
17. Good Time – 5:07 (Jackson)
18. Country Boy – 4:06 (Jackson)